# Thượng tướng Trung Hoa Dân Quốc
Thượng tướng Trung Hoa Dân quốc (chữ Hán: 中華民國上將) là cấp bậc quân sự cao cấp của Trung Hoa Dân quốc kể từ khi được thành lập vào năm 1929. Trong lịch sử, cấp bậc này từng được tách thành 3 cấp bậc riêng rẽ là Đặc cấp Thượng tướng, Nhất cấp Thượng tướng và Nhị cấp Thượng tướng. Kể từ năm 2000, cấp bậc Đặc cấp Thượng tướng bị bãi bỏ, cấp bậc Nhất cấp Thượng tướng trở thành cấp bậc cao nhất và là cấp bậc quân sự chung thân của Trung Hoa Dân quốc, không xét niên hạn xuất ngũ, trừ trường hợp từ chức. Cấp bậc Nhị cấp Thượng tướng, thường được gọi tắt là Thượng tướng, trở thành cấp bậc quân sự cao cấp thứ hai của Trung Hoa Dân quốc, trên cấp Trung tướng. Tuy nhiên, không giống Nhất cấp Thượng tướng là cấp bậc chung thân, cấp Thượng tướng bị giới hạn độ tuổi tại ngũ là 64 tuổi và tuổi nghỉ hưu là 70 tuổi.

## Lịch sử

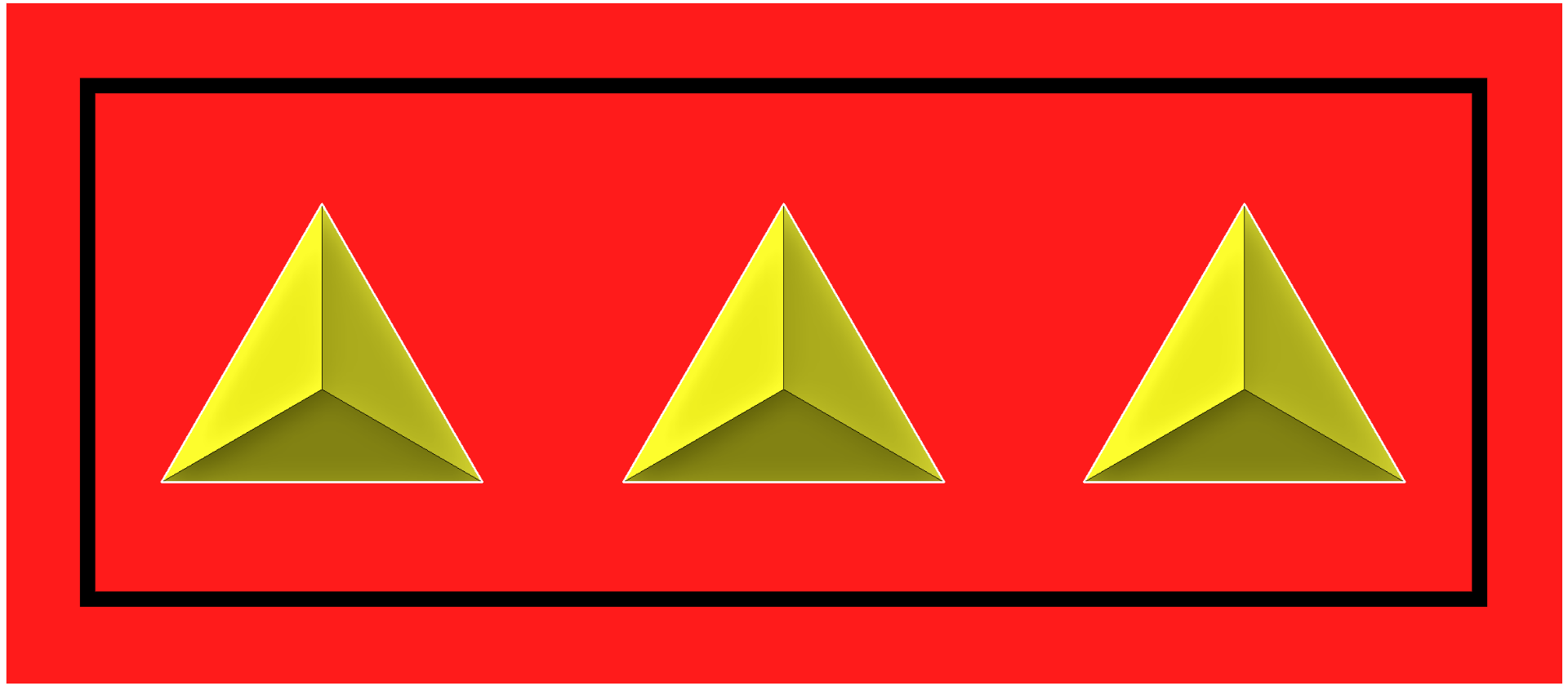
Cấp hiệu Thượng tướng được đề xuất năm 1929.

Sau khi chiến dịch Bắc phạt thành công, Chính phủ Quốc dân tổ chức lại Quốc dân Cách mệnh Quân, đặt ra hệ thống cấp bậc quân sự. Theo đó, cấp bậc quân sự cao nhất được gọi là Thượng tướng (上將, Shangjiang). 

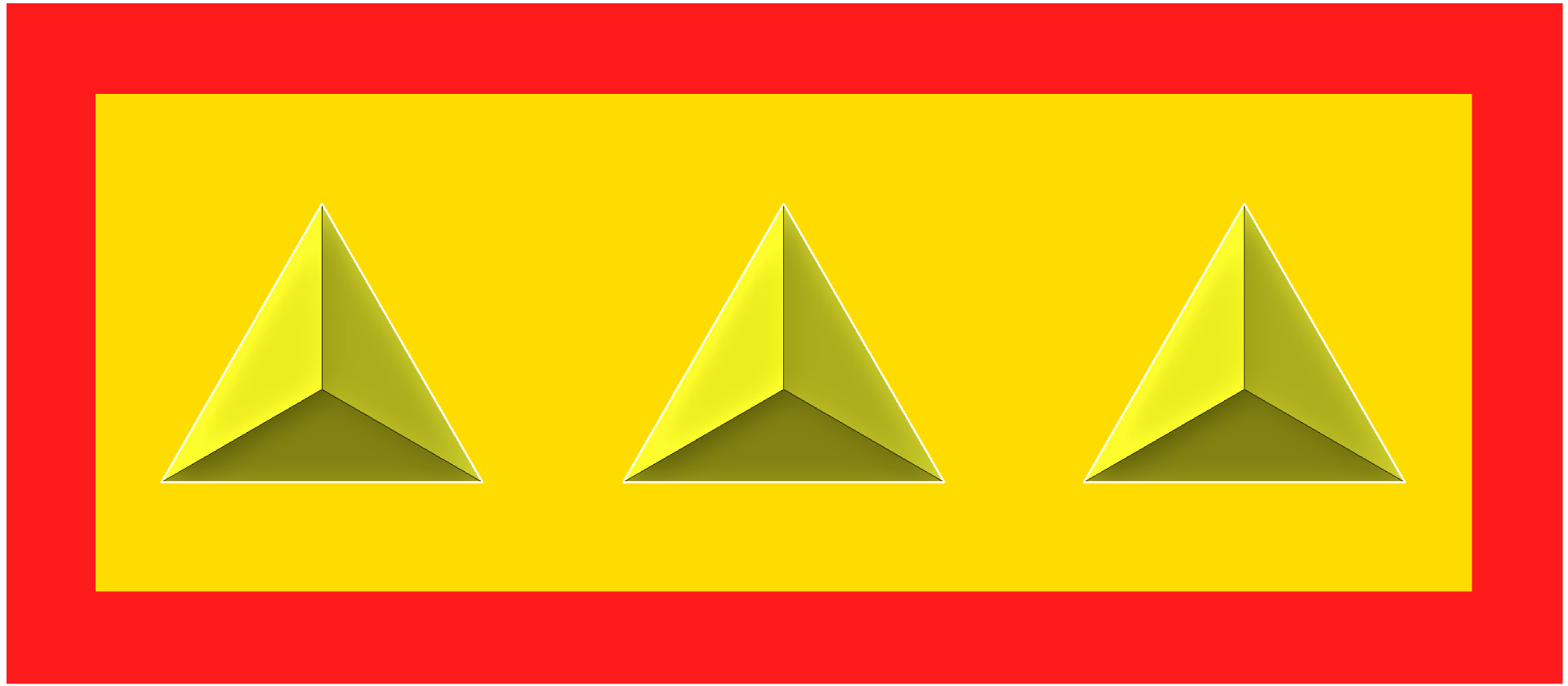
Cấp hiệu Thượng tướng sử dụng tạm thời 1929-1935.

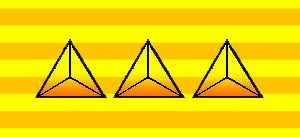
Cấp hiệu Nhất cấp thượng tướng và Thượng tướng (1935-1947)